# 아체 쓰나미 박물관
아체 쓰나미 박물관(인도네시아어: Museum Tsunami Aceh)은 인도네시아 아체주 반다아체에 있는 박물관이다. 2004년 인도양 지진해일을 추모하는 박물관이자 교육 센터, 재난 발생 시 긴급 재난 대피소로 설계된 박물관이다.